# Операция «Двойная голова»
Операция «Двойная голова» (нем. Unternehmen Doppelkopf) и следующая за ней операция «Цезарь» — немецкие контрнаступления на Восточном фронте в конце лета 1944 года. Состоялись в ходе советской операции «Багратион».
Целью операций было восстановление сухопутной связи между группой армий «Север» и группой армий «Центр», а также разгром советских войск, угрожавших Риге. Операции достигли только ограниченных тактических успехов — был установлен сухопутный коридор, связавший группы армий «Север» и «Центр»; более амбициозных задач выполнить не удалось.

## Стратегическая ситуация
К концу июля 1944 года в ходе наступления в Каунасском и Шяуляйском направлении, советские войска вышли к Рижскому заливу. Советская 2-я гвардейская армия использовала брешь между немецкой 16-й армией группы армий «Север» и соседней 3-й танковой армией группы армий «Центр» и разорвала связь между ними. Немецкие контратаки не смогли его восстановить, и значительные формирования немецких войск оказались изолированными. Верховное командование сухопутных войск Германии немедленно разработало план контрнаступления для восстановления связи между двумя группами армий.

## Наступление
Операция началась 15 августа атакой 7-й танковой дивизии в направлении Кельме. 40-й танковый корпус столкнулся с сильным сопротивлением со стороны десяти советских пехотных дивизий при поддержке трёх артиллерийских дивизий и противотанковых частей.
18 августа перешёл в наступление 39-й танковый корпус (ком. ген. танковых войск Дитрих фон Заукен). На его фланге наступала временная боевая группа под командованием Гиацинта фон Штрахвица. Наступление группы поддерживал огнём главного калибра крейсер «Принц Ойген», стоявший в Рижском заливе . Части, попавшие в окружение, двинулись навстречу группе Штрахвица. К полудню группа Штрахвица соединилась с 16-й армией в районе Тукумса.
К 27 августа коридор между 3-й танковой армией и 16-й армией был расширен до 25 км, при этом 16-я армия подверглась давлению со стороны нового советского наступления на Ригу. Операция не достигла своих более амбициозных целей — вернуть Шяуляй или отрезать 6-ю советскую гвардейскую армию, угрожавшую Риге.

## Операция «Цезарь»
Целью операции был разгром сил Баграмяна на рижском выступе и спрямление фронта между Сегевольдом и Шяуляем. Главной ударной силой наступления был реорганизованный 39-й танковый корпус. Третья танковая армия была временно передана под командование группы армий «Север». Наступление началось 16 сентября как ответ на советскую Рижскую операцию. К 19 сентября наступление было остановлено после продвижения всего в несколько километров. После этого немецкие войска перешли к обороне.

## Последствия
5 октября началась Мемельская наступательная операция. Через пять дней советские войска достигли Балтийского моря и отрезали группу армий «Север». Таким образом был создан т. н. Курляндский котёл. Немецкий 28-й армейский корпус был отрезан от остатков 3-й танковой армии на плацдарме у Мемеля.

## Комментарии
1. ↑  Кодовое название операции было отсылкой к немецкой карточной игре 
Doppelkopf[англ.]
2. ↑  Стрельба велась с дистанции более 20 км по целеуказаниям танкистов фон Штрахвица. Целями обстрела были скопления советских танков, в том числе тяжёлых ИС-2.